# Шефке, Зигберт
Зигберт Шефке (нем. Siegbert Schefke, родился 21 февраля 1959 года в Эберсвальде, Германская Демократическая Республика) — немецкий журналист.

## Биография
Шефке родился 21 февраля 1959 года в Эберсвальде. Он получил образование инженера-строителя сперва в профессиональной школе, затем в строительном университете в Котбусe. Переехал в Берлин, работал прорабом на домостроительном комбинате. Шефке не интересовался политикой всерьёз, пока не столкнулся со Штази. В 1985 году тайная полиция, подозревая его девушку в планировании побега в Западную Германию, закрылы выезд из страны не только ей, но и Шефке.
Неоправданный запрет и слежка со стороны Штази подтолкнули Шефке к участию в оппозиционном движении. Он начал посещать подпольные встречи, принимал участие в работе «Библиотеки окружающей среды» в Ционскирхе — центре активности восточногерманских диссидентов. После того, как в 1987 году Штази попытались надавить на Шефке через руководство комбината, тот уволился и некоторое время жил на случайные заработки экскурсоводом и финансовую помощь родителей.

## Журналистика
В «Библиотеке окружающей среды» Шефке занялся журналистикой и вместе с фотографом Арамом Радомски начал работать информантом изгнанного из Восточной Германии правозащитника Роланда Яна. Используя тайно переправленную из ФРГ технику, Шефке и Радомски снимали репортажи на остросоциальные и политические темы. Штази знали о контактах подпольных журналистов с Яном, но не спешили принимать меры. Ведомство не считало из опасными, но ошибочно полагало, что в своей работе они пользовались широкой сетью связных, и рассчитывало вычислить её участников.
Шефке и Радовски известны как авторы видеозаписи крупной мирной демонстрации в Лейпциге 9 октября 1989 года. Из-за беспецедентного масштаба протеста местные власти были готовы применять жёсткие меры и превентивно выслали из города иностранных и местных журналистов, но Шефке и Радомски удалось уйти от преследования Штази в Берлине и пробраться в Лейпциг с оборудованием для съёмки. С разрешения пастора Ханса-Юргена Зиверса они поднялись на колокольню реформаторской церкви и сняли 70-тысячное ненасильственное выступление против восточногерманского режима. 
10 октября журналист Spiegel Ульрих Шварц доставил запись в Западный Берлин, и она была показана в эфире телесети ARD с заголовком «Начало конца коммунистического режима». Трансляцию смотрели многие восточные немцы, которым государственная пропаганда представила события в Лейпциге как пьяный дебош нескольких сотен человек. Запись, сделанная Шефке и Радовски и другие материалы, которые просочились из Лейпцига, стали сильнейшим источником мотивации для мирного протеста в ГДР и важным звеном в череде событий, которые привели к падению Берлинской стены.

## Падение Берлинской стены
В ночь с 9 на 10 ноября 1989 года Шефке и Радомски оказались одними из первых восточных берлинцев, которые перешли через Стену до её падения. Вечером 9 ноября секретарь СЕПГ по вопросам информации Гюнтер Шабовски на пресс-конференции огласил новый разрешительный порядок пересечения границы (на деле задуманный как полумера, которую не планировалось применять). Многие восточные берлинцы, которые увидели его выступление по телевизору, направились к Стене, чтобы реализовать своё право пройти на Запад.
Шефке и Радомски одними из первых приехали к КПП на Борнхольмер-штрассе и на протяжении нескольких часов настойчиво требовали пропустить их, пока толпа росла от пары сотен до нескольких тысяч человек. Чтобы успокоить собравшихся на КПП на всём протяжении Стены, партийное руководство решило пропустить самых «агрессивных» — на Борнхольмер-штрассе в их числе были Шефке и Радомски. Они посетили своих знакомых в Западном Берлине к немалому удивлению последних, но вернуться в Восточный Берлин смогли уже после того, как командовавший КПП на Борнхольмер-штрассе Харальд Егер открыл беспрепятственный проход через границу, что означало окончательное падение Берлинской стены.

## В объединённой Германии
С 1992 года Шефке работал редактором новостей в телекомпании Mitteldeutscher Rundfunk. Был удостоен профессиональной премии Heiße Kartoffel (1990—1991), ордена «За заслуги перед Федеративной Республикой Германия» (2005), премии Bambi (2009) и награды «За свободу и будущее медиа» (2014). В 2017 году Шефке вместе с семьёй иммигрировал в США.